# Vaixell privat
Vaixell privat (anglès: Private ship) és un terme utilitzat a la Royal Navy per descriure l'estatus d'un vaixell de guerra comissionat en servei actiu que actualment no serveix com a vaixell insígnia d'un oficial de bandera (és a dir, un almirall o un comodor).  El terme en cap cas implica cap tipus de propietat privada del vaixell, però és més semblant al soldat ras (en anglès, private soldier).